# Henry Hurd Swinnerton
Pour les articles homonymes, voir Swinnerton.
Henry Hurd Swinnerton est un géologue et un paléontologue britannique, né en 1875 et mort en 1966.

## Biographie
Il est professeur de géologie à l’université de Nottingham de 1910 à 1946. Dans les années 1930, Swinnerton est membre du Fenland Research Committee, qui étudie la géomorphologie de la côte du Lincolnshire. En 1942, il reçoit la médaille Murchison attribuée par la Société géologique de Londres.

## Liste partielle des publications
- 1910 : Nottinghamshire, Cambridge County Geographies.
- 1912 : The palmistry of the rocks. Rep Trans Notts Nat Soc; 60: 65-68.
- 1917 : avec Arthur Elijah Trueman (1894-1956) : The Morphology and Development of the Ammonite Septum. Quarterly Journal of the Geological Society, London 73, 26–58.
- 1923 : Outlines of Palaeontology. Third edition. London, Edward Arnold, 1958.
- 1935 : The Rocks Below the Red Chalk of Lincolnshire, and Their Cephalopod Faunas. Quarterly Journal of the Geological Society, London 91, 1–46.
- 1949 : avec Percy Edward Kent (1913-1986) : The Geology of Lincolnshire (Lincolnshire Natural History Brochure No. 1.) Lincoln, Lincolnshire Naturalists' Union 1949 (2nd Ed, 1981).
- 1938 : Presidential Address. The Problem of the Lincoln Gap. Transactions of the Lincolnshire Naturalists' Union 9, 145-153.
- 1941 : Further observations on the Lower Cretaceous rocks of Lincolnshire. Proceedings of the Geologists’ Association 52, 198-207.
- 1943 : Belemnites from East Greenland. Ann. Mag. Nat. Hist. Ser. II 10 (66), 406–410.
- 1936-1955 : A Monograph of British Cretaceous Belemnites. Lower Cretaceous. Palaeontographical Society, London 1-5, 1–86.
- 1958 : The Earth Beneath Us Harmondsworth: Pelican.
- 1960 : Fossils (New Naturalist Series). London: Collins.

## Source
- Traduction de l'article de langue anglaise de Wikipédia (version du 8 mars 2008).